# Tilak, Lappland
Tilak är en sjö i Jokkmokks kommun i Lappland och ingår i Luleälvens huvudavrinningsområde. Sjön har en area på 0,239 kvadratkilometer och ligger 288 meter över havet.

## Delavrinningsområde
Tilak ingår i det delavrinningsområde (739661-168759) som SMHI kallar för Utloppet av Harrijaure. Medelhöjden är 321 meter över havet och ytan är 22,8 kvadratkilometer. Räknas de 5 avrinningsområdena uppströms in blir den ackumulerade arean 67 kvadratkilometer. Harrijaurebäcken som avvattnar avrinningsområdet har biflödesordning 3, vilket innebär att vattnet flödar genom totalt 3 vattendrag innan det når havet efter 168 kilometer. Avrinningsområdet består mestadels av skog (63 procent) och sankmarker (11 procent). Avrinningsområdet har 4,18 kvadratkilometer vattenytor vilket ger det en sjöprocent på 18,3 procent.